# Mikołaj Mściwy
Mikołaj Mściwy (zm. 7 lutego 1526) – ksiądz katolicki, cysters, opat sulejowski, kanonik kapituły metropolitalnej gnieźnieńskiej, biskup pomocniczy gnieźnieński w latach 1509-1526.

## Życiorys
Pochodził z Wierzchowiska koło Opoczna. Studiował w Akademii Krakowskiej (w 1472 wpisany na semestr letni), ale prawdopodobnie studiów tych nie ukończył. Niedługo później Mikołaj zostaje cystersem w Sulejowie, gdzie po czternastu latach pobytu zostaje opatem. Jego aktywność szybko zostaje dostrzeżona przez arcybiskupa gnieźnieńskiego Jana Łaskiego, który powołał go na sufragana gnieźnieńskiego. 1 kwietnia 1509 Mikołaj uzyskał zatwierdzenie Stolicy Apostolskiej i nominację na biskupstwo tytularne naturenskie (Athyra). Prawdopodobnie zaraz potem rozpoczął posługę biskupią, bo znane są jego działania wynikające z urzędu. W 1512 rekonsekrował kościół w Górze koło Żnina i poświęcił tam dzwon.
W listopadzie 1517 mianowany kanonikiem kapituły gnieźnieńskiej. Był pierwszym biskupem pomocniczym, który staraniem arcybiskupa objął funkcję kanonika. Prowadził z kapitułą spór o miejsce jakie ma w niej zajmować. Początkowo miał tam miejsce według starszeństwa, jednak na skutek jego starań 18 października 1518 kapituła zatwierdziła dekret przyznający mu oddzielne miejsce (in sedili poprio) jako biskupowi.
W listopadzie 1522 konsekrował kaplicę w Kole, a 22 października 1523 dokonał konsekracji głównego ołtarza kościoła klasztornego opactwa byszewskiego (koronowskiego).
Był ostatnim biskupem pomocniczym gnieźnieńskim powołanym na ten urząd z grona zakonników. Po nim, zaleceniem arcybiskupa Łaskiego na sufraganów wybierani byli księża archidiecezjalni. Datę śmierci Mikołaja Mściwego (w księgach jako Mikołaj Mscziwy) zapisali cystersi jędrzejowscy jako 7 lutego 1526. Jego następcą na sufraganii gnieźnieńskiej i stolicy tytularnej został Jan Busiński.